# Język jagnobijski
Język jagnobijski (jagnobi, jagnobski, nowosogdyjski) – język z północnej grupy języków wschodnioirańskich, używany przede wszystkim w Tadżykistanie, w górnej dolinie rzeki Jagnob, na północ od Duszanbe. Ze względów geograficznych pozostaje pod silnym wpływem tadżyckiego. Wykazuje związki z językiem sogdyjskim. Istnieją jednak między nimi pewne różnice leksykalne, fonetyczne i morfologiczne.
Jest zagrożony wymarciem. Według danych z 2004 r. posługuje się nim 12 tys. osób. Dane szacunkowe z 2007 r. sugerują, że ma ok. 2 tys. użytkowników. W użyciu są też języki tadżycki i rosyjski, które służą jako języki literackie. Tadżycki dominuje we wszelkich sferach życia i jest znany całej społeczności.
Bywa zapisywany cyrylicą.

## Dialekty
Ethnologue wyróżnia następujące dialekty:
- wschodni (jagnobi wschodni)
- zachodni (jagnobi zachodni)

## Alfabet
| А а | (Ā ā / Аъ аъ) | Б б | В в      | Ԝ ԝ | Г г | Ғ ғ     | Д д |
| Е е | Ё ё           | Ж ж | З з      | И и | Ӣ ӣ | Й й     | К к |
| Қ қ | Л л           | М м | Н н      | О о | П п | Р р     | С с |
| Т т | У у           | Ӯ ӯ | (ӯй / ӱ) | Ф ф | Х х | (Хԝ хԝ) | Ҳ ҳ |
| Ч ч | Ҷ ҷ           | Ш ш | ъ / ʼ    | Э э | Ю ю | Я я     |     |